# Lörrach (stad)

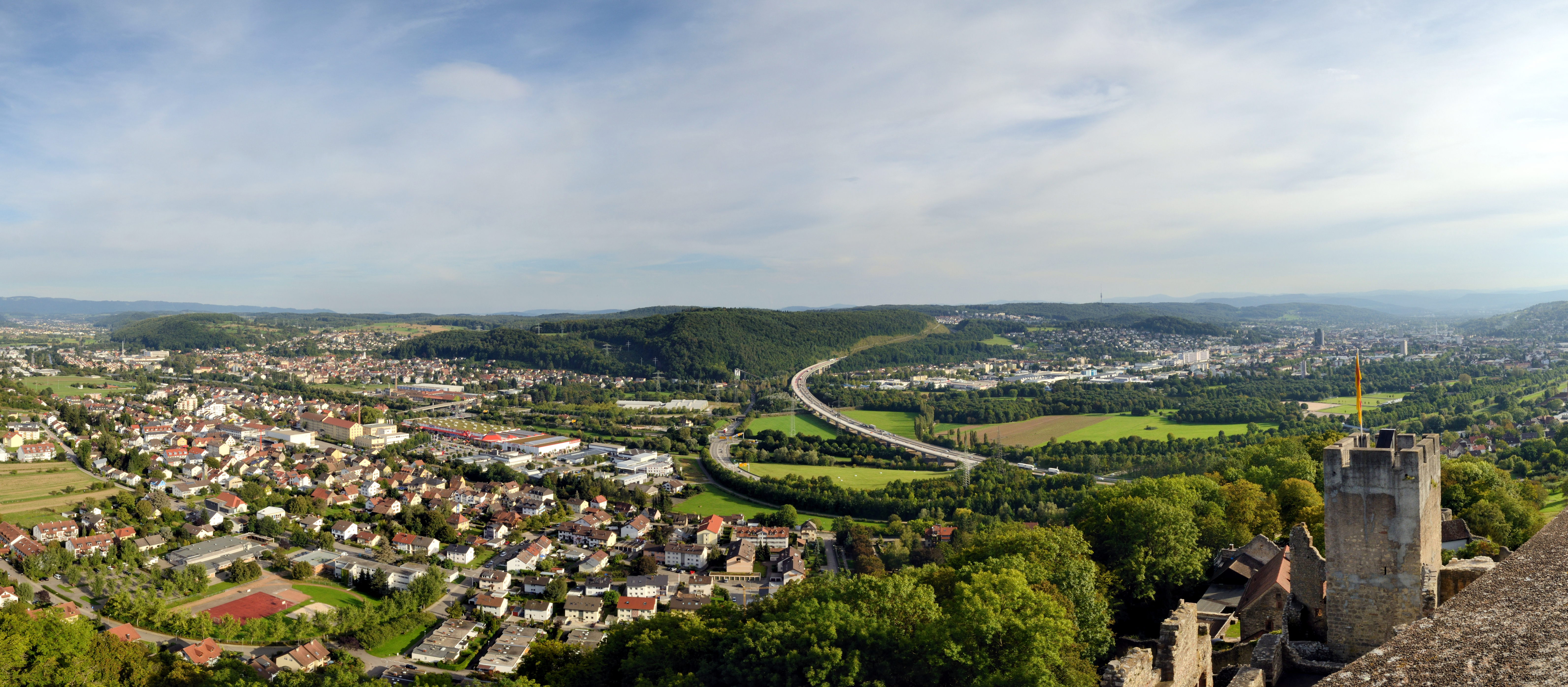
Lörrach

Lörrach is een stad in de Duitse deelstaat Baden-Württemberg. Het is de Kreisstadt van de Landkreis Lörrach. De stad telt 49.295 inwoners. Het is de grootste stad in het gelijknamige district en is sinds 1 april 1956 Große Kreisstadt. In de directe omgeving liggen het Zwarte Woud, het Rijndal en de steden Weil am Rhein en Bazel. Lörrach heeft een oppervlakte van 39,43 km².
Lörrach is minder dan vijf kilometer van het drielandenpunt Duitsland - Frankrijk - Zwitserland verwijderd en de gemeente grenst direct aan Zwitserland. De stad maakt deel uit van het tri-nationale Eurodistrict Bazel met ongeveer 830.000 inwoners. Het wat ruimere gebied hieromheen, de tri-nationale agglomeratie wordt ook wel RegioTriRhena genoemd, omdat hij rond een bocht van de Rijn is gevormd. Dit levens- en economisch gebied omvat het gebied in het uiterste zuidwesten van Baden-Württemberg, het noordwesten van Zwitserland, en de bovenloop van de Rijn. Het heeft ongeveer 2,3 miljoen inwoners en meer dan een miljoen werknemers.
De binnenstad van Lörrach is ruim opgezet en kent een aantal kleinere en grote pleinen. Een bijzondere attractie is de kasteelruïne Rötteln. De r.k. St. Bonifatiuskerk (1867) is gerenoveerd in 1955, 1971 en 1999. Op 15 juli 2007 brandde de kerktoren gedeeltelijk af, waarbij het klokkenspel ernstig werd beschadigd en ook de kerk zelf vanwege water- en rookschade opnieuw gerenoveerd moest worden. Het interieur komt sindsdien wat steriel over.

## Aangrenzende gemeenten
| Aangrenzende gemeenten | Aangrenzende gemeenten | Aangrenzende gemeenten | Aangrenzende gemeenten | Aangrenzende gemeenten |
| ---------------------- | ---------------------- | ---------------------- | ---------------------- | ---------------------- |
| Rümmingen              | Wittlingen             |                        | Kandern                |                        |
|                        |                        |                        |                        |                        |
| Binzen                 | Steinen                |                        |                        |                        |
| Weil am Rhein          |                        |                        |                        |                        |
|                        | Riehen                 |                        | Inzlingen              | Rheinfelden            |

## Geboren
- Ottmar Hitzfeld (1949), voetballer en trainer
- Sebastian Deisler (1980), voetballer
- Clara Koppenburg (1995), wielrenster

Aitern ·
Bad Bellingen ·
Binzen ·
Böllen ·
Efringen-Kirchen ·
Eimeldingen ·
Fischingen ·
Fröhnd ·
Grenzach-Wyhlen ·
Häg-Ehrsberg ·
Hasel ·
Hausen im Wiesental ·
Inzlingen ·
Kandern ·
Kleines Wiesental ·
Lörrach ·
Malsburg-Marzell ·
Maulburg ·
Rheinfelden ·
Rümmingen ·
Schallbach ·
Schliengen ·
Schönau im Schwarzwald ·
Schönenberg ·
Schopfheim ·
Schwörstadt ·
Steinen ·
Todtnau ·
Tunau ·
Utzenfeld ·
Weil am Rhein ·
Wembach ·
Wieden ·
Wittlingen ·
Zell im Wiesental